# Cumarbi
Cumarbi (Kumarbi) é o deus principal dos hurritas. Ele é filho de Anu (o céu) e pai do deus da tempestade Tessube. Ele foi identificado pelos hurritas com sumério Enlil, pelos gregos como Cronos e pelos ugaritas com El.
Cumarbi é conhecido a partir de vários textos mitológicos hititas, às vezes resumidos sob o termo "Ciclo de Cumarbi". Esses textos incluem notavelmente o mito de O Reinado no Céu (também conhecido como o Cântico de Cumarbi ou a "teogonia hitita", CTH 344), o Cântico de Ullikummi (CTH 345), o Reinado do Deus KAL (CTH 343), o Mito do Dragão Hedamu (CTH 348), o Cântico da Prata (CTH 364).

## O Reinado no Céu
O Cântico de Cumarbi ou o Reinado no Céu é o título dado a uma versão hitita do mito hurrita Cumarbi, datada do século XIV ou XIII a.C. Ele é preservado em três tábuas, mas apenas uma pequena fração do texto é legível.
- tábua A. KUB 33.120 + KUB 33.119 + KUB 36.31 + KUB 48.97
- tábua B. KUB 36.1
- tábua C. KUB 48.97

O cântico relata que Alalu foi derrubado por Anu, que por sua vez foi derrubado por Cumarbi. Quando Anu tentou escapar, Cumarbi mordeu seus órgãos genitais e cuspiu três novos deuses.
Em outra versão do Reinado no Céu, os três deuses Alalu, Anu e Cumarbi governam o céu, cada um servindo aquele que o precede no reinado de nove anos. É o filho de Cumarbi, Tessube, o deus do tempo, que começa a conspirar para derrubar seu pai.
Desde a primeira publicação das tábuas do Reinado no Céu, estudiosos apontaram as semelhanças entre o mito da criação hurrita e a história da mitologia grega de Urano, Cronos e Zeus.